# Chang Hun Pin
Chang Hun Pin (* 11. Juli 1986) ist ein malaysischer Badmintonspieler. 

## Karriere
Chang Hun Pin siegte 2006 bei den Sri Lanka International. 2007 war er bei den India International, den Singapur International und den Malaysia International erfolgreich. Im gleichen Jahr war er auch bei den German Open am Start.

## Sportliche Erfolge
| Saison | Veranstaltung                | Disziplin | Platz | Starter                          |
| ------ | ---------------------------- | --------- | ----- | -------------------------------- |
| 2006   | Sri Lanka International      | XD        | 3     | Chang Hun Pin / Lim Yin Loo      |
| 2006   | Sri Lanka International      | MD        | 1     | Chan Peng Soon / Chang Hun Pin   |
| 2007   | Singapore International 2007 | MD        | 1     | Khoo Chung Chiat / Chang Hun Pin |
| 2007   | Malaysia International 2007  | MD        | 1     | Chang Hun Pin / Chan Peng Soon   |
| 2007   | India International 2007     | MD        | 1     | Chang Hun Pin / Chan Peng Soon   |